# Фијат G.46
Фиат G.46 је италијански тренажни авион из периода непосредно након Другог светског рата.

## Пројектовање и развој
Авион Фиат G.46 је био први нови Фијатов авион после Другог светског рата. Пројект је започет 1946. године а главни пројектант је био инжењер Габриели (Giuseppe Gabrielli) који је иза себе имао већ неколико веома успешних пројеката. 
Авион је замишљен као једномоторни школски авион за прелазну обуку (од почетне ка борбеној обуци). Прототип Г.46Б је први пут полетео у лето 1947. године. Авион је био потпуно метални конзолни нискокрилни авион са увлачећим стајним трапом и потпуно застакљеном надстрешницом кокпита. Инструктор и кадет су били распоређени у тандему (један иза другог). 
Током првих тестова откривене су одличне летне карактеристике овог авиона, што није чудо јер је пројектант био творац најуспешнијих италијанских ловаца G.50 и G.55 у Другом светском рату. Наруџбине су стизале како из италијанског ваздухопловства, тако и из иностранства, што је омогућило серијску производњу овог авиона.

## Технички опис
Носећа конструкција авиона је била полумонокок, сет рамова направљених од дуралуминијума међусобно су повезани уздужним укрућењима а алуминијумска облога је била закивцима причвршћена за уздужна укрућења и попречне рамове. Носач мотора је био направљен од заварених челичних цеви високе чврстоће. Пилот и инструктор су седели у затвореном кокпиту испод клизног прозирног поклопца; седишта су била подесива и по висини и по углу нагиба у складу са жељама пилота. Команде за управљање авионом су удвојене и биле су комбинација полужних система и челичних ужади са ужетњачама.
Овај авион је био опремљен са линијским мотором који се налазио на кљуну трупа авиона. На вратилу мотора је била двокрака метална елиса са фиксним кораком. Мотор је био постављен на челичне носаче и обложени алуминијумским лимом. Сви мотори који су уграђивани у овај авион су били ваздухом хлађени, линијски са 6 цилиндара који су били окренути на доле. На предњим деловима капотаже мотора налазили су се отвори за улазак хладног ваздуха за хлађење мотора. На моделе овог авиона су уграђивани следећи мотори: Алфа Ромео 115 I bis и 115-1 снаге 195 KS; де Хевиланд Џипси Квин 70 и 30 снаге 250 KS; Алфа Ромео 115ter снаге 225 KS и Алфа Ромео 115-1ter снаге 215 KS.
Крила су се састојала из три дела. Први део је био саставни део центроплана тј трупа, имао је конструкцију од челичних профила. У њему су били простори за увлачеће предње ноге стајног трапа и неопходни уређаји за њихово покретање. Поред тога у овај део крила су била смештени и резервоари за гориво. За центроплан су се качила спољна крила конзолног типа, која су била трапезастог облика са две рамењаче направљена од легура лаких метала са облогом од алуминијумског лима причвршћеног за носећу конструкцију помоћу закивака. У крилним шупљинама између рамењача налазили су се резервоари за гориво. Она су била опремљена крилцима за управљане, чија је конструкција била метална а облога од алуминијумскох лима. Закрилца су била потпуно метална са хидрауличним системом управљања.
Реп авиона се састоји од једног вертикалног стабилизатора и кормила правца и два хоризонтална стабилизатора са кормилима дубине. Носеће конструкције репа су металне а облога од алуминијумског лима причвршћена закивцима. Управљачке површине кормило правца и кормило дубине су металне конструкције обложене такође алуминијумским лимом.
Авион је имао класичан стајни трап две главне ноге са точковима напред и један трећи точак под репом авиона. Главне ноге стајног трапа су биле причвршћене за крила а увлачиле су се према трупу. Увлачење стајног трапа је било хидрауличним путем. Точкови су били са нископритисним гумама и хидрауличним диск кочницама. Трећи точак који је под репом авиона у току лета се није увлачио у труп авиона.

## Верзије
- G.46 - прототип са мотором Алфа 115 I bis.
- G.46-1 - двосед са мотором Алфа 115-1 снаге 195 KS.
- G.46 bis - модел са мотор де Хавилланд Џипси Квин 70, и митраљезом 7,7 mm у десном крилу.
- G.46-2 - двосед са мотором Џипси Квин 30 снаге 250 KS.
- G.46-3А - једносед са мотором Алфа 115ter снаге 225 KS.
- G.46-3B - двосед са мотором Алфа 115ter снаге 225 KS.
- G.46-4А - једносед са мотором Алфа 115-1ter снаге 215 KS.
- G.46-4B - двосед са мотором Алфа 115-1ter снаге 215 KS.
- G.46-5B - верзија прототипа за обуку у навигацији и инструменталном летењу.

## Оперативно коришћење
Укупно је произведено 223 примерака овог авиона. Од тог броја Аргентинско ваздухопловство је у периоду од 1947 до 1961. године користило 12 авиона G.46-2B а у периоду од 1949. до 1958. године 36 авиона G.46-5B. Аустријско ваздухопловство је од италијанског АМ преузело 5 примерака G.46-4B авиона и користило их од 1957 до 1965. Сирија је купила око 40 авиона G.46-4 и G.46-5B и кориастила их у периоду од 1949. до 1958. године. Остали авиони до укупног броја произведених је купила АМ (Аеронаутика Милитаре) и приватници. Авион Фиат G.46 је коришћен као школски авион за обуку војних пилота и њихову тренажу. 
Захваљујући овоме, овај авион је направио леп како тактико-технички тако и комерцијални успех. Производња овог авиона је трајала све до 1952. године.

### Сачувани примерци
Постоји неколико сачуваних примерака овог авиона:
- G.46-4А - рег. ММ53286, налази се у Историјском музеју ратног ваздухопловства, Брачано.
- G.46-3А - рег. ММ53312, (I-LEOR) налази се у Музеју ваздухопловства у Риминију, авион је служио у школи за ратно ваздухопловство у Фиренци 1950-их.
- G.46-4B - авион у деловима налази се на Факултету за ваздухопловство у Универзитетском кампусу Форли.
- G.46-4B - Модена - Ратни споменик у Виале Италиа.
- G.46-4B - рег. 3A-BB Аустрија: школски авион, комплетна рестаурација, завршена 2005. године[4].
- G.46 - рег. I-AEKT, авион у летном стању, власник Марио Цотти из Парме, одржавање Луциано Сорлини спа, провинција Бреша.
- G.46 - рег. ММ 52792, Риети: Луиђија Алдинија, тренутно се обнавља рестаурација и довођење у летно стање.
- G.46-4B - рег. ММ53409, (I-AEKB) Вићенца: цивилна регистрација.
- G.46 - рег. I-AEKA,  налази се у Покрајини Бреша: Музеј летења.
- G.46 - рег. MM 53286, налази се у Museo Aeronautica Militare [Bracciano, Vigna di Valle].

Поред ових авиона сачуваних у Италији у свету су сачувани у следећим музејима:
- Изложба аустријских војних авиона (Wiener Heeresgeschichtlichen Museums).
- Национални музеј аргентинског ваздухопловства.
- Трг авијатичара у Буенос Ајресу.
- Фраска авио музеј у Шампаијгну у Илиноису.
- Војни авио музеј у Вирџинија Бич, у Вирџинији.

## Земље које су користиле авион
- Аргентина
- Аустрија
- Италија
- Сирија